# DFB-Hallenpokal der Frauen 1998
Der 5. DFB-Hallenpokal der Frauen wurde am 24. und 25. Januar 1998 ausgetragen. Spielort war wie im Vorjahr die Ballsporthalle in Frankfurt am Main. Die SG Praunheim schlug im Finale den FSV Frankfurt mit 5:1. Für Praunheim (heute: Eintracht Frankfurt) war es der zweite Turniersieg.

## Modus
Am Turnier nahmen die zwölf Mannschaften der laufenden Bundesliga-Saison teil. Der Modus wurde geändert: Die Mannschaften wurden auf vier Gruppen zu je drei Mannschaften verteilt. Innerhalb jeder Gruppe spielte jede Mannschaft einmal gegen jede andere. Die Gruppensieger erreichten das Halbfinale. Die Halbfinalverlierer spielten um den dritten Platz, die -gewinner spielen um den Turniersieg. Stand es ab dem Halbfinale nach der regulären Spielzeit unentschieden, folgte direkt ein Neunmeterschießen.

## Teilnehmer
| - SC 07 Bad Neuenahr - Grün-Weiß Brauweiler - FSV Frankfurt - Hamburger SV - TuS Niederkirchen - SSV Turbine Potsdam | - SG Praunheim (Titelverteidiger) - FC Eintracht Rheine - FC Rumeln-Kaldenhausen - 1. FC Saarbrücken - SC Klinge Seckach - Sportfreunde Siegen |

## Vorrunde

### Gruppe 1
| Pl. | Verein               | Sp. | S | U | N | Tore    | Diff. | Punkte |
| --- | -------------------- | --- | - | - | - | ------- | ----- | ------ |
| 1.  | FC Eintracht Rheine  | 2   | 1 | 1 | 0 | 003:200 | +1    | 04     |
| 2.  | Grün Weiß Brauweiler | 2   | 1 | 0 | 1 | 001:300 | −2    | 03     |
| 3.  | SC 07 Bad Neuenahr   | 2   | 0 | 1 | 1 | 002:300 | −1    | 01     |

|                      | Ergebnis |                      |
| -------------------- | -------- | -------------------- |
| SC 07 Bad Neuenahr   | 0:1      | Grün-Weiß Brauweiler |
| Eintracht Rheine     | 2:2      | SC 07 Bad Neuenahr   |
| Grün-Weiß Brauweiler | 0:1      | Eintracht Rheine     |

### Gruppe 2
| Pl. | Verein              | Sp. | S | U | N | Tore    | Diff. | Punkte |
| --- | ------------------- | --- | - | - | - | ------- | ----- | ------ |
| 1.  | SG Praunheim        | 2   | 2 | 0 | 0 | 009:000 | +9    | 06     |
| 2.  | SSV Turbine Potsdam | 2   | 0 | 1 | 1 | 002:500 | −3    | 01     |
| 3.  | SC Klinge Seckach   | 2   | 0 | 1 | 1 | 002:800 | −6    | 01     |

|                   | Ergebnis |                   |
| ----------------- | -------- | ----------------- |
| SC Klinge Seckach | 0:6      | SG Praunheim      |
| Turbine Potsdam   | 2:2      | SC Klinge Seckach |
| SG Praunheim      | 3:0      | Turbine Potsdam   |

### Gruppe 3
| Pl. | Verein                 | Sp. | S | U | N | Tore    | Diff. | Punkte |
| --- | ---------------------- | --- | - | - | - | ------- | ----- | ------ |
| 1.  | FC Rumeln-Kaldenhausen | 2   | 1 | 1 | 0 | 007:200 | +5    | 04     |
| 2.  | Sportfreunde Siegen    | 2   | 0 | 2 | 0 | 003:300 | ±0    | 02     |
| 3.  | TuS Niederkirchen      | 2   | 0 | 1 | 1 | 001:600 | −5    | 01     |

|                        | Ergebnis |                        |
| ---------------------- | -------- | ---------------------- |
| TuS Niederkirchen      | 1:1      | Sportfreunde Siegen    |
| FC Rumeln-Kaldenhausen | 5:0      | TuS Niederkirchen      |
| Sportfreunde Siegen    | 2:2      | FC Rumeln-Kaldenhausen |

### Gruppe 4
| Pl. | Verein            | Sp. | S | U | N | Tore    | Diff. | Punkte |
| --- | ----------------- | --- | - | - | - | ------- | ----- | ------ |
| 1.  | FSV Frankfurt     | 2   | 2 | 0 | 0 | 005:300 | +2    | 06     |
| 2.  | 1. FC Saarbrücken | 2   | 1 | 0 | 1 | 003:300 | ±0    | 03     |
| 3.  | Hamburger SV      | 2   | 0 | 0 | 2 | 003:500 | −2    | 0      |

|                   | Ergebnis |                   |
| ----------------- | -------- | ----------------- |
| Hamburger SV      | 2:3      | FSV Frankfurt     |
| 1. FC Saarbrücken | 2:1      | Hamburger SV      |
| FSV Frankfurt     | 2:1      | 1. FC Saarbrücken |

## Endrunde

### Halbfinale
|                        | Ergebnis |               |
| ---------------------- | -------- | ------------- |
| FC Eintracht Rheine    | 0:3      | SG Praunheim  |
| FC Rumeln-Kaldenhausen | 3:4      | FSV Frankfurt |

### Spiel um Platz drei
|                     | Ergebnis |                        |
| ------------------- | -------- | ---------------------- |
| FC Eintracht Rheine | 0:5      | FC Rumeln-Kaldenhausen |

### Finale
|              | Ergebnis |               |
| ------------ | -------- | ------------- |
| SG Praunheim | 5:1      | FSV Frankfurt |